# TV2 (Hungria)

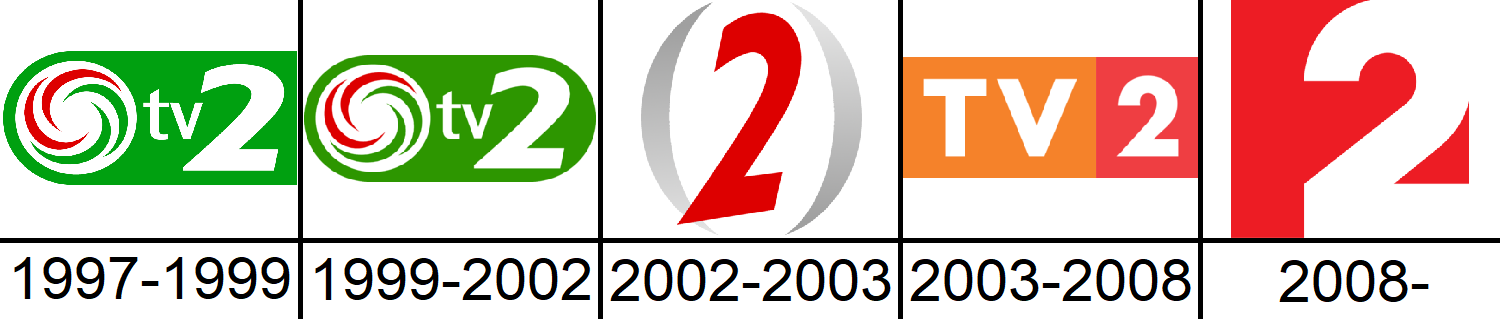

TV2 (TV Kettő) é um canal de televisão húngaro de sinal aberto desde o dia 4 de Outubro de 1997, oferecendo uma grande variedade de programas. É um concorrente da RTL pelo primeiro lugar nas audiências na televisão húngara. Entre os seus programas de produção própria mais populares estavam Megasztár ("Mega Star", uma adaptação de Pop Idol ), e a novela diária de horário nobre Jóban Rosszban, e os programas dos EUA como Desperate Housewives, NCIS, NCIS: Los Angeles, Numb3rs, Heroes, Smallville, House MD, Ghost Whisperer e Lipstick Jungle . A TV2 é transmitida em toda a Hungria. A TV2 também é transmitida na Eslováquia, Roménia, Sérvia, Croácia, Ucrânia e Áustria .
A TV2 era um dos canais veiculados no serviço nacional analógico terrestre, juntamente com a M1, a RTL Klub e os canais locais, mas esses emissores foram encerrados em 2 zonas, nos dias 31 de Julho e 31 de Outubro de 2013, respetivamente.
O atual CEO é o profissional de mídia franco-búlgaro Pavel Stanchev.

## História
A TV2 começou a transmitir no dia 4 de Outubro de 1997, três dias antes do início das emissões de teste da concorrente RTL, tornando este canal o primeiro canal comercial nacional da Hungria.
O canal foi inicialmente propriedade daSBS Broadcasting Group (através da empresa MTM-SBS Televízió Zrt.), que foi comprado pela ProSiebenSat.1 Media AG em junho de 2007. No final de 2013, a empresa de comunicação social alemã vendeu as suas participações nos meios de comunicação húngaros e romenos. A participação húngara foi vendida a Yvonne Dederick, ex-diretora financeira, e a Zsolt Simon, então CEO.
No período inicial, entre 1997 e 2002, os programas de entretenimento eram produzidos e produzidos pela MTM Kommunikáció Kft. Depois disso, a Interaktiv Kft. assumiu as tarefas de produção até 2013. Atualmente, a IKO Műsorgyártó Kft. é a principal fornecedora do canal, a empresa também trabalhou para o canal concorrente até 2015.
No dia 12 de Outubro de 2012, às 20:30, a TV2 transmitiu The Voice – Magyarország hangja (A Voz da Hungria). Começou a transmitir programas em Alta Definição com busca de talentos, mas por falta de capacidade, só foi realizado na MinDig TV até 2013.
Em 2020, a TV2 era o canal de televisão comercial líder de mercado na Hungria durante o dia.
Em fevereiro de 2021, foi lançado o seu serviço de streaming chamado TV2 Play, onde podem ser assistidos programas e séries anteriores.

## Propriedade
O canal era anteriormente propriedade da SBS até 2007, quando foi vendido para a ProSiebenSat.1 Media . A gestão foi vendida em 2013 e, posteriormente, para o produtor de cinema Andrew G. Vajna em 2015. Vajna morreu no dia 20 de Janeiro de 2019, e então todo o grupo foi vendido para József Vida em Junho de 2019.

## Canais irmãos
A sua empresa-mãe, o Grupo TV2 (hu: TV2 Csoport), formado em 2013 em substituição da MTM-SBS, opera um portfólio que inclui a TV2 e os seus 14 canais irmãos. Os canais irmãos são Super TV2, TV2 Klub, Mozi+, Zenebutik, Izaura TV, Spíler 1 TV, Spíler 2 TV, PRIME, TV2 Séf, TV2 Kids, TV2 Comedy, Jocky TV e Moziverzum. A TV2 também operava a Irisz TV, que partilhava o tempo com o Zone Club da Chellomedia e foi transmitida em horário nobre entre o dia 13 de Setembro de 2004 e a véspera de Ano Novo de 2006, e a PRO4, que foi lançada no dia 3 de Janeiro de 2011, e foi substituída pelo Mozi+ no dia 11 de Julho de 2016.

## Programação

### Programação atual

#### Séries
| Título original        | Título húngaro                      | Tipo              | País de origem               |
| ---------------------- | ----------------------------------- | ----------------- | ---------------------------- |
| Under the dome         | A búra alatt                        | Drama             | Estados Unidos               |
| The Good Wife          | A férjem védelmében                 | Drama             | Estados Unidos               |
| Early Edition          | A kiválasztott - Az amerikai látnok | Drama             | Estados Unidos               |
| Fairly Legal           | Békétlen békítő                     | Comédia-drama     | Estados Unidos               |
| Bűnök és szerelmek     | Bűnök és szerelmek                  | Drama             | Hungria                      |
| Családi titkok         | Családi titkok                      | Docu-reality      | Hungria                      |
| Betrugsfälle           | Csapdába csalva                     | Docu-reality      | Alemanha                     |
| L.A. Doctors           | Doktorok                            | Drama             | Estados Unidos               |
| Law and Order: LA      | Esküdt ellenségek: Los Angeles      | Drama             | Estados Unidos               |
| Grimm                  | Grimm                               | Drama             | Estados Unidos               |
| Jóban Rosszban         | Jóban Rosszban                      | Drama             | Hungria                      |
| Royal Pains            | Luxusdoki                           | Comédia-drama     | Estados Unidos               |
| Monk                   | Monk - Flúgos nyomozó               | Comédia-drama     | Estados Unidos               |
| NCIS                   | NCIS                                | Drama             | Estados Unidos               |
| NCIS: Los Angeles      | NCIS - Los Angeles                  | Drama             | Estados Unidos               |
| The Event              | Összeeskuvés                        | Ficção científica | Estados Unidos               |
| Ringer                 | Ringer - A vér kötelez              | Drama             | Estados Unidos               |
| Elementary             | Sherlock és Watson                  | Drama             | Estados Unidos               |
| Sue Thomas: F.B.Eye    | Sue Thomas: FBI                     | Drama             | Estados Unidos               |
| Desperate Housewives   | Született feleségek                 | Comédia           | Estados Unidos               |
| Xena: Warrior Princess | Xena                                | Fantasia          | Estados Unidos Nova Zelândia |
| 7th Heaven             | 7th Heaven                          | Drama familiar    | Estados Unidos               |
| Flashpoint             | Flashpoint                          | Ação              | Canadá                       |
| Joey                   | Joey                                | Sitcom            | Estados Unidos               |

#### Programas
| Título                          | Em português             | Tipo                     | Versão em inglês     |
| ------------------------------- | ------------------------ | ------------------------ | -------------------- |
| 9 hónap                         | 9 meses                  | Estilo de vida           | -                    |
| A Szépségkirálnyő               | A Rainha da Beleza       | Concurso de beleza       | -                    |
| Aktív                           | Ativo                    | Notícias de celebridades | -                    |
| Aktív extra                     | Ativo Extra              | Notícias de celebridades | -                    |
| Az ének iskolája                | A Escola da Canção       | Concurso de talentos     | Masterclass          |
| Babavilág                       | Mundo do bebê            | Estilo de vida           | -                    |
| Én is menyasszony vagyok!       | Também Sou uma Noiva!    | Reality                  | -                    |
| Frizbi Hajdú Péterrel           | Frisbee com Péter Hajdú  | Talk Show noturno        | -                    |
| Hal a tortán                    | Peixe no Bolo            | Reality                  | Come Dine with Me    |
| Magyarország, jövünk!           | Hungria, aqui vamos nós! | Viagem                   | -                    |
| Megasztár                       | Megastar                 | Concurso de talentos     | Pop Idol             |
| Mokka                           | Mocha                    | Programa das manhãs      | -                    |
| Mr. és Mrs.                     | Sr. e Sra.               | Concurso                 | All-Star Mr & Mrs    |
| Mutasd a hangod!                | Mostra-me A Tua Voz!     | Concurso                 | I Can See Your Voice |
| Napló                           | Diário                   | Notícias                 | -                    |
| Tények                          | Factos                   | Notícias                 | -                    |
| The Voice - Magyarország hangja | A Voz da Hungria         | Concurso de talentos     | The Voice            |

## Críticas e controversas

### Aquisição por Andy Vajna e relacionamento com o governo
Desde 2015, a estação é considerada porta-voz do governo de coalizão Fidesz-KDNP. Depois que a estação foi vendida pela ProSiebenSat.1 Media aos então diretores-gerentes da estação, Zsolt Simon e Yvonne Dederick, com um empréstimo de 25 milhões de forints para pagar as dívidas da estação, a mídia da oposição começou a comentar que Károly Fonyó, o proprietário de uma empresa associada com Lajos Simicska (um ex-magnata da mídia pró-Fidesz que, até então, criticava o plano do governo de impor um imposto de publicidade à concorrente RTL, resultando de uma disputa de longo prazo), estava a tentar comprar a estação de ambos os diretores-gerentes, em troca do pagamento dos referidos 25 milhões de forints. Como resultado, Simon e Dederick começaram a reorganizar a controladora MTM-SBS Kft., com ambos os gestores a criarem as respetivas holdings, nomeadamente a D6D Kft. e a CCA Vízió Kft., e depois a formarem uma joint venture para administrar os canais da TV2. Esta joint venture evoluiu depois para a atual TV2 Média Csoport Kft., criada pela fusão de ambas as holdings no verão de 2014.
Ao mesmo tempo, Andy Vajna, com a assistência do primeiro-ministro Viktor Orbán, e do credor estatal Eximbank, começou a negociar com Simon e Dederick a aquisição da holding TV2 Média Csoport. Isso levou a um processo de aquisição de alto risco que eventualmente se tornou favorável a Vajna. No dia 13 de Outubro de 2015, a Fonyó apresentou a sua proposta para o grupo de canais TV2, que foi rapidamente seguida pela oferta de Vajna para a emissora, à qual Simon e Dederick sucumbiriam quase imediatamente. Vajna despediu rapidamente ambos os executivos, sendo substituídos pelo ex-diretor-gerente da RTL, Dirk Gerkens (despedido do canal depois da forte controversa causada pela citada proposta de imposto publicitário). A equipa editorial do noticiário Tények também foi totalmente substituída, com Vivien Szalai, a ex-editora-chefe da revista tablóide Story, a tornar-se diretora-chefe de notícias, e Nóra Kunfalvi, a ex-âncora da Hír TV, a tornar-se âncora principal da estação.
Depois da aquisição da Vajna, o grupo de canais TV2 cresceu rapidamente, de só 4 para 13 canais. A maioria destes canais foi lançada no prazo de três meses, causando cepticismo por parte de muitos membros da comunicação social, declarando mesmo que esta implementação massiva "remodelaria completamente o mercado dos meios de comunicação húngaros". A maioria destes novos canais passou a focar-se em géneros de nicho, com foco em produções locais, por exemplo, gastronomia e cozinha húngara, filmes, música, estilo de vida e até desenhos animados. Nesse mesmo ano, a TV2 obteve quase um quinto dos gastos publicitários do Estado, quatro vezes mais do que a RTL, de acordo com o órgão independente húngaro Mérték Media Monitor.
Depois da morte de Vajna, József Vida, o presidente do banco de poupança Takarékbank, assumiu o controli do Grupo TV2 através do seu Abraham Goldmann Investment Trust. Vida tem uma relação estreita com o empresário pró-Orbán Lőrinc Mészáros . Depois de assumir o grupo, Gerkens deixou o cargo de CEO e Miklós Vaszily assumiu o mesmo cargo. Ele foi depois acompanhado pelo profissional de mídia franco-búlgaro Pavel Stanchev, que manteve as posições políticas da estação em favor do governo. No entanto, ele começou a alavancar a transição da estação para um ambiente digital-first, renomeando os canais de nicho para torná-los mais alinhados com o canal-mãe, e lançando um portal de streaming centralizado, TV2 Play, onde junto com a programação de atualização, anteriores programas e séries podem ser assistidos.
Vida também negociou a expansão da estação para outros países. Em Outubro de 2020, a TV2 comprou a rede comercial eslovena Planet TV da Telekom Slovenije . O canal tinha sofrido dos problemas financeiros e dificuldades de audiência desde o seu lançamento em 2012. A fusão gerou grandes preocupações sobre a independência da estação, bem como sobre a crescente influência dos empresários pró-Orbán nos meios de comunicação eslovenos e as suas ligações crescentes com o primeiro-ministro Janez Janša .